# مترواگونماش
مترواگونماش (روسی: ОАО "Метровагонмаш") شرکت صنایع جنگ‌افزاری روسی است، که در سال ۱۸۹۷ تأسیس شد.